# Alessandro Covi
Alessandro Covi (født 28. september 1998 i Borgomanero) er en cykelrytter fra Italien, der er på kontrakt hos UAE Team Emirates XRG.